# Theodor Schär
Theodor Ludwig Schär (* 16. Februar 1903; † unbekannt) war ein Schweizer Fussballtorhüter.

## Karriere
Theodor Schär war von 1922 bis 1925 drei Spielzeiten lang der Torhüter des FC Basel. Für diesen absolvierte er insgesamt 75 Spiele, davon 46 Pflichtspiele in der Serie A. 1925 wechselte er nach Genf zum Servette FC, mit dem er die Schweizer Meisterschaft 1925/26 gewann.
Bei den Olympischen Sommerspielen 1924 in Paris stand Schär im Aufgebot der Schweizer Nationalmannschaft. Dort gewann die Mannschaft die Silbermedaille, Schär kam jedoch nicht zum Einsatz. Sein erstes und einziges Länderspiel absolvierte er am 28. März 1926 im Het Nederlandsch Sportpark bei der 0:5-Niederlage gegen die Niederlande.